# Wilhelm Redieß
Wilhelm Redieß (ur. 10 października 1900 w Heinbergu, zm. 8 maja 1945 w Skaugum k. Oslo) – niemiecki zbrodniarz wojenny, SS-Obergruppenführer, generał policji (1941) i Wyższy Dowódca SS i Policji (HSSPF) w Prusach Wschodnich. W 1940–1945 w czasie okupacji niemieckiej Norwegii był HSSPF „Nord”, z siedzibą w Oslo. Od 1944 generał Waffen-SS.

## Życiorys
Syn pracownika wymiaru sprawiedliwości. W czerwcu 1918 został wcielony do 135. pułku piechoty. Po wojnie rozpoczął naukę jako elektrotechnik i pracował w tym zawodzie do czasu, kiedy stracił pracę na skutek kryzysu gospodarczego w 1929.
Już w 1924 Redieß wstąpił do NSDAP (numer członkowski 25 574), a w maju 1925 do SA. W 1932 przez okres jednego roku był deputowanym do pruskiego Landtagu z ramienia NSDAP, następnie od maja 1933 do końca wojny w 1945 reprezentował tę partię w Reichstagu z okręgu wyborczego Düsseldorf-Wschód.
W lipcu 1933, mimo braku wykształcenia policyjnego, został powołany na szefa policji w Wiesbaden i pozostał na tym stanowisku do marca 1934 roku. W SA szybko awansował do funkcji szefa SA w Düsseldorfie, następnie został przeniesiony do SS (numer SS: 2839), kiedy Heinrich Himmler zrestrukturyzował tę organizację w 1930. Został dowódcą SS-Abschnitt XI. W 1935 roku Redieß awansował do SS-Gruppenführera i w okresie od 28 czerwca 1938 do 19 czerwca 1940 był wyższym dowódcą SS i Policji (HSSPF) „Nordost”, z siedzibą główną w Królewcu. W październiku 1939 dowodził dwoma pułkami SS-Totenkopfverbände.
W październiku i listopadzie 1940 organizował deportację Żydów z Prus Wschodnich do obozów zagłady. Po spotkaniu w Poznaniu z HSSPF „Warthe” SS-Gruppenführerem Wilhelmem Koppem, przekazano Redießowi „Kommando Lange” dowodzone przez SS-Hauptsturmführera Herberta Langego. Komando to posiadało samochód, który był ruchomą komorą gazową do zabijania ludzi tlenkiem węgla.
W porozumieniu z gauleiterem Królewca Erichem Kochem w okresie od 21 maja 1940 do 8 czerwca 1940 w ramach Aktion T4 zamordowano w obozie KL Soldau w Działdowie 1558 osób upośledzonych umysłowo. Koppe zażądał ostatecznie od Redießa po 10 marek za każdego zamordowanego jako zwrot kosztów za wynajęcie „Komanda Lange”. Redieß, który przebywał już w Norwegii, nie chciał przejąć kosztów, mimo to zgodził się na wypłacenie premii za każdego zabitego.
Po niemieckiej inwazji na Norwegię Redieß został tam przeniesiony i pracował z niemieckim komisarzem Rzeszy Josefem Terbovenem oraz norweskim szefem policji Jonasem Lie. Od marca 1941 Redieß przeniósł niemiecki program Lebensborn na grunt norweski. Program ten dotyczył około 8000 norweskich dzieci.
Po bezwarunkowej kapitulacji Redieß zastrzelił się w swej kwaterze głównej w Skaugum, siedzibie norweskiej rodziny królewskiej. Jego ciało zostało zniszczone, kiedy Komisarz Rzeszy Josef Terboven wysadził się tego samego dnia używając w tym celu 50 kg dynamitu.